# Revor-Jartazi
L'equip Revor-Jartazi (codi UCI: REV) va ser un equip ciclista belga, de ciclisme en ruta. Durant la temporada del 2009 va tenir categoria continental.
No s'ha de confondre amb l'equip Mitsubishi-Jartazi.

## Principals resultats

### A les grans voltes
- Giro d'Itàlia
  - 0 participacions

- Tour de França
  - 0 participacions

- Volta a Espanya
  - 0 participacions

## Classificacions UCI
L'equip participà en els Circuits continentals de ciclisme. La següent classificació estableix la posició de l'equip en finalitzar la temporada.
UCI Europa Tour
| Temporada | Classificació per equips | Millor ciclista en la classificació individual |
| --------- | ------------------------ | ---------------------------------------------- |
| 2009      | 105è                     | Michael Blanchy (649è)                         |